# Герб Амурской области
Герб Аму́рской области — официальный символ Амурской области как субъекта Российской Федерации.
Согласно Закону Амурской области о гербе и флаге Амурской области, гербом области является «зеленый геральдический щит с серебряным волнистым поясом, сопровождаемым во главе щита тремя золотыми о восьми лучах звездами. Щит увенчан древней царской короной и окружён лентой ордена Ленина».
Воспроизведение герба Амурской области допускается без ленты ордена Ленина (в виде щита, увенчанного короной), а также без короны и ленты ордена Ленина (в виде щита).
Воспроизведение герба Амурской области допускается в многоцветном и одноцветном вариантах.

## Описание
Геральдическое описание герба гласит:

Герб Амурской области представляет собой зелёный геральдический щит с серебряным волнистым поясом, сопровождаемым во главе щита тремя золотыми о восьми лучах звёздами. Щит увенчан древней царской короной и окружён лентой ордена Ленина.— Закон Амурской области от 24.04.2008 № 23-ОЗ «О внесении изменений в Закон Амурской области „О гербе и флаге Амурской области“»

## Символизм
Щит символизирует воинскую доблесть, героизм и мужество. Зелёный цвет щита — символ изобилия — отражает сельскохозяйственный характер региона. Сверху щита — «Древняя Царская корона» — символ государственного единства России, составной частью которой является Амурская область. Щит окружён лентой ордена Ленина. Волнообразный серебряный пояс — символ приречного положения территории области. Преемственность традиций исторических событий XVII века, обоснование отважных русских землепроходцев в крепости-остроге Албазине, отражают три золотые восьмиконечные звезды на верхней части щита. Звезды олицетворяли верность православной вере, как символ Богородицы, Святой Троицы и Благовещения.

## История
В 1998 году решением Амурского областного Совета народных депутатов был принят в первом чтении проект закона Амурской области «О гербе и флаге Амурской области», предлагавший к утверждению исторический герб, одобренный еще в 1878 году Александром II. Геральдическое описание герба гласило:

«В зеленом щите серебряный волнообразный пояс, сопровождаемый во главе щита тремя золотыми восьмилучевыми звездами. Щит увенчан древней короной и окружён золотыми дубовыми листьями, перевитыми красной лентой»
Однако исторический символ Приамурья получил отрицательное заключение Геральдического совета при Президенте РФ, который настаивал на пересмотре некоторых элементов областного герба. По словам специалистов, все дело в том, что в системе территориальных гербов Российской империи, сложившейся во второй половине XIX века, была заложена определенная субординация, свидетельствующая о ранге территориального образования и его месте в унитарном административном устройстве империи. Эта субординация обозначалась для губерний — венком с голубой Андреевской лентой и императорской короной, для областей — венком с Александровской лентой и древней царской короной. Сегодня все регионы равноправны, поэтому наличие этого венка с Александровской лентой говорит о том, что данный герб принижал бы статус Приамурья.
Несмотря на отрицательное заключение Государственной герольдии при Президенте Российской Федерации по гербу области, Амурский областной Совет народных депутатов принял закон Амурской области «О гербе и флаге Амурской области», который был подписан 26 апреля 1999 года главой администрации Амурской области А. Н. Белоноговым.
В 2008 году депутаты Законодательного Собрания Амурской области согласились с мнением Геральдического совета и решили убрать из герба дубовый венок, красная Александровская лента была заменена лентой Ордена Ленина. (Эту высокую награду область получила в 1967 году.)